# Monumento alla Madre Protettrice

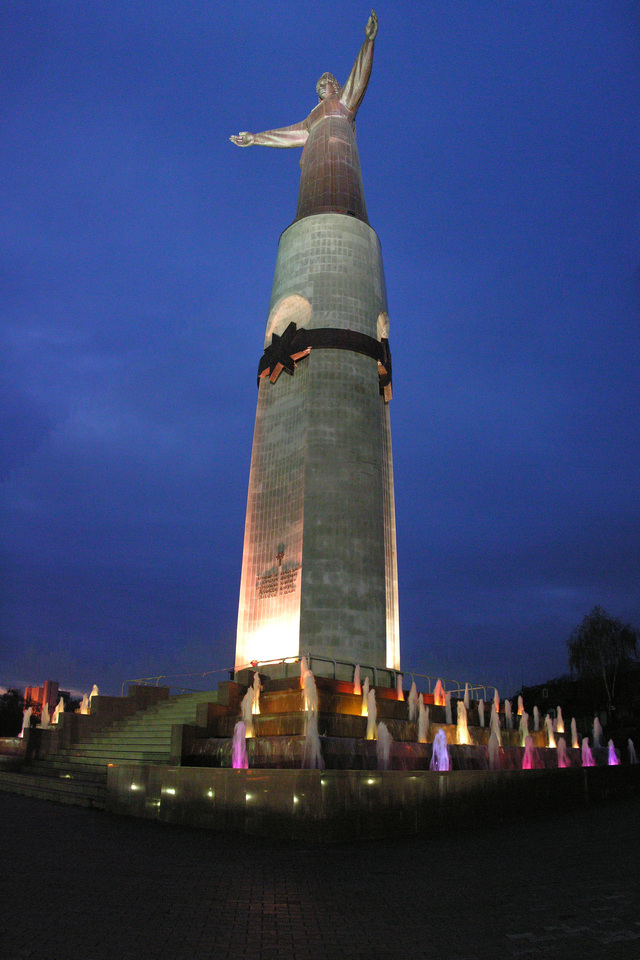
Vista notturna del monumento

Il monumento alla Madre Protettrice di Čeboksary (in russo Мать-Покровительница?, in ciuvascio: «Анне-Пирĕшти» палăкĕ; «Anne-Pirĕšti» palăkĕ) è uno dei monumenti simbolo della città, e in tutto lo stato in generale, così come un simbolo della rinascita dei valori spirituali del popolo ciuvascio.
Situato nella parte storica di Čeboksary rivive nell'antica collina adiacente l'argine occidentale della baia di Čeboksary. La dimensione è di 46 metri dal piedistallo.
Un'epigrafe nella parte inferiore del piedistallo, nelle due lingue ufficiali (russo e ciuvascio) reca scritta la frase «Beati i miei figli, che vivono in pace ed amore».

## Storia
Il progetto è un monumento all'idea e ha sviluppato un progetto del primo presidente della Repubblica Ciuvascia Nikoláj Vasíl’evič Fëdorov. Per la costruzione del monumento su iniziativa di intellettuali, le organizzazioni pubbliche e varie associazioni ed enti della repubblica venne istituito un fondo di beneficenza.
Nella fase finale di costruzione del complesso monumentale di cadetti militari hanno preso parte presso il Dipartimento di lingua ciuvascia dell'Università Statale di Uljanov. Il monumento è stato inaugurato il 9 maggio 2003.

## Scultore
La  Madre Protettice è una delle opere più importanti di Vladimir Nagornov, in collaborazione con l'accademico A. Trofimov (consulente scientifico), e gli architetti V. Filatovym, Ju. Novoselovym, A. Orešnikovym.

## Controversie
L'ex pope della chiesa della Dormizione della Beata Vergine di Čeboksary Andrej Berman ha aspramente criticato il metropolita Barnaba, metropolita di Čeboksary e di tutta la Ciuvascia, bollandolo d'idolatria per aver benedetto la statua della Madre Protettrice